# Barrage Sidi Saïd Maâchou
Le barrage Sidi Saïd Maâchou est un barrage situé sur le fleuve Oum Errabiaa au Maroc, à 46 km à l'aval du Barrage Daourat.

## Présentation
Il est le premier barrage réalisé sur le territoire marocain, et est entré en service en 1929. Il sert depuis 1952 de réserve d'eau pour l'alimentation de la ville de Casablanca. La ville la plus proche est El Jadida. Le barrage est de type barrage-poids en béton et sa hauteur sur fondation est de 29 m pour une longueur en crête de 150 m.